# Erginiperna mexicana
Erginiperna mexicana is een hooiwagen uit de familie Cosmetidae.